# ميغيل كابوتشيني
ميغيل كابوتشيني (بالإسبانية: Miguel Capuccini) (5 يناير 1904 في مونتيفيديو ، الأوروغواي – 9 يونيو 1980) لاعب كرة قدم أوروغواياني كان يجيد اللعب في مركز حارس مرمى ساهم في تتويج منتخب بلاده ببطولة كأس العالم لكرة القدم 1930 التي استضافتها بلاده على الرغم من عدم مشاركته في أي مباراة . لعب طوال مسيرته الرياضية في نادي واحد وهو بينارول .

## وصلات خارجية
- ميغيل كابوتشيني على موقع الاتحاد الدولي (مؤرشف)  (الإنجليزية)
- ميغيل كابوتشيني على موقع قاعدة بيانات كرة القدم.إي يو (الإنجليزية)
- ميغيل كابوتشيني على موقع ناشيونال فوتبول تيمز (الإنجليزية)
- ميغيل كابوتشيني على موقع عالم كرة القدم.نت (الإنجليزية)
- هذا تشكيلات المنتخبات الفائزة ببطولة كأس العالم لكرة القدم
- إسبورتي